# Bolbitis umbrosa
Bolbitis umbrosa är en träjonväxtart som först beskrevs av Frederik Michael Liebmann, och fick sitt nu gällande namn av Ren-Chang Ching. Bolbitis umbrosa ingår i släktet Bolbitis och familjen Dryopteridaceae. Inga underarter finns listade.